# Рогашка (футбольний клуб)
«Рогашка» (словен. Nogometni klub Rogaška) — словенський футбольний клуб з міста Рогашка Слатина, який грає у Першій футбольній лізі Словенії, найвищому словенському футбольному дивізіоні. Клуб був заснований у 1999 році, за кілька місяців після банкрутства футбольного клубу «Стеклар», який також базувався в Рогашці-Слатіні. У сезоні 2022—2023 років «Рогашка» виграла другу лігу Словенії, та вийшла до Першої футбольної ліги. У першому сезоні в найвищому дивізіоні «Рогашка» зайняла 8 місце з 10 учасників, та здобула Кубок Словенії, проте Футбольний союз Словенії не надав ліцензію команді на продовження виступів у найвищому дивізіоні, й команда була примусово опущена до другого дивізіону.

## Титули
- Переможець Другої ліги Словенії (1): 2022—2023
- Володар Кубка Словенії (1): 2023–2024